# Can Cambray
Can Cambray és una obra eclèctica de Teià (Maresme) inclosa a l'Inventari del Patrimoni Arquitectònic de Catalunya.

## Descripció
Edifici d'una planta i un pis amb alguns sectors que compten només amb la planta baixa. És format per diversos cossos d'alçades diferents i coronats, molts d'ells, per terrats amb balustrada. En tot el conjunt destaquen els voladissos de la teulada, realitzats en fusta, així com alguns elements a l'exterior que formen part de les dependències del jardí: petits balcons en forma de rotonda, amb baranes de ferro i rajoles de ceràmica daurada.
El jardí és delimitat per un mur de contenció format per arcades de maó amb pilars quadrats en la part superior.